# Des visages des figures
Albums de Noir Désir
En route pour la joie
(2000) Nous n'avons fait que fuir
(2002)
Singles
1. Le vent nous portera
Sortie : 28 août 2001
2. Lost
Sortie : 5 mars 2002

Des visages des figures est le sixième et dernier album studio du groupe de rock français Noir Désir paru le 11 septembre 2001 sur le label Barclay Records. Certifié double Disque de platine, l'album est récompensé en 2002 par une Victoire de la musique dans la catégorie « Album Rock de l'année ».

## Historique
Cinq ans après le dernier album, Noir Désir laisse de côté sa rage et son rock engagé pour un son plus calme et une voix plus réservée. Le groupe déclare à propos de cet album : 

« Nous avons pris une direction que nous n’avions jamais eu le courage de suivre, que nous n’aurions jusqu’ici jamais assumée. La façon dont nous avons traité ces chansons est en rupture avec nos précédents albums. »

Cet album est aussi marqué par plusieurs collaborations. Il est tout d'abord le fruit d'un échange avec Manu Chao — en partie symbolique compte tenu de la rivalité ou compétition historique entre Noir Désir et la Mano Negra dans les années 1980-1990 —, qui contribua à la guitare sur le titre phare Le vent nous portera : comme il enregistrait dans une pièce voisine aux studios Ferber son album Próxima Estación: Esperanza, il rendit visite au groupe et décida de plaquer quelques accords latino sur ce titre. Pour L'Europe, Brigitte Fontaine avait initialement écrit une seule phrase : « Nous travaillons pour l'Europe, voire pour le monde », avant de contribuer à l'ensemble des textes de ce long morceau de 23 minutes, utilisant les techniques d'écriture automatique de L'Oulipo et du surréalisme. Enfin, le groupe décida d'utiliser le poème Des armes de Léo Ferré que ce dernier n'avait pas eu le temps de mettre en musique.
Sorti le 11 septembre 2001, certaines chansons de l'album trouvent une résonance surprenante avec les attentats commis le même jour aux États-Unis. C'est le cas surtout du Grand Incendie, qui débute avec ces paroles : « Ça y est, le grand incendie, Y’a l’feu partout, emergency, Babylone, Paris s’écroulent, New-York City, Iroquois qui déboulent… » et « Hommage à l'art pompier, t'entends les sirènes, elles sortent la grande échelle… ». Certains ont vu dans cette coïncidence le génie visionnaire de Bertrand Cantat,.
Depuis la décennie 2020, l'album et ses chansons, pourtant acclamées, connaissent désormais une diffusion médiatique très limitée à l'instar de la discographie du groupe en raison des actes du chanteur.

## Liste des chansons
| 1.  | L'Enfant roi                                                                        | Bertrand Cantat, Noir Désir                                      | Bertrand Cantat                    | 6:03  |
| 2.  | Le Grand Incendie                                                                   | Bertrand Cantat, Noir Désir                                      | Bertrand Cantat                    | 4:37  |
| 3.  | Le vent nous portera                                                                | Bertrand Cantat, Noir Désir                                      | Bertrand Cantat                    | 4:48  |
| 4.  | Des armes                                                                           | Léo Ferré, Noir Désir                                            | Bertrand Cantat                    | 2:47  |
| 5.  | L'Appartement                                                                       | Bertrand Cantat, Noir Désir                                      | Bertrand Cantat                    | 4:11  |
| 6.  | Des visages des figures                                                             | Bertrand Cantat, Noir Désir                                      | Bertrand Cantat                    | 5:12  |
| 7.  | Son style 1                                                                         | Bertrand Cantat, Noir Désir                                      | Bertrand Cantat                    | 2:07  |
| 8.  | Son style 2                                                                         | Bertrand Cantat, Noir Désir                                      | Bertrand Cantat                    | 2:28  |
| 9.  | À l'envers à l'endroit                                                              | Bertrand Cantat, Noir Désir                                      | Bertrand Cantat                    | 4:06  |
| 10. | Lost                                                                                | Bertrand Cantat, Noir Désir                                      | Bertrand Cantat                    | 3:21  |
| 11. | Bouquet de nerfs (contient une minute de silence symbolique à la fin de la chanson) | Bertrand Cantat, Noir Désir                                      | Bertrand Cantat                    | 4:14  |
| 12. | L'Europe                                                                            | Bertrand Cantat, Brigitte Fontaine, Noir Désir, Akosh Szelevényi | Bertrand Cantat, Brigitte Fontaine | 23:43 |

## Musiciens ayant participé à l'album
- Bertrand Cantat : chant, guitare, guitare acoustique, morin khuur, harmonica, trompette de poche (trombinette), didgeridoo, synthétiseur, percussion vocale, piano.
- Serge Teyssot-Gay : chœurs, guitare, synthétiseur, guitare cithare, sampler, guitare acoustique, guitare baryton.
- Denis Barthe : chœurs, batterie, percussion, percussion électronique, p'tit sampler, tambour marocain, crotales, vibraphone, xylophone, tambourin, orgue.
- Jean-Paul Roy : chœurs, basse, synthétiseurs, gumbri, orgue.
- Akosh S. : Clarinette métal et kalimba sur Le Vent Nous Portera. Musique, saxophone, sifflet, clarinette, kalimba, kaval sur L'Europe.
- Brigitte Fontaine : texte et chant sur L'Europe.
- Manu Chao : guitare sur Le Vent Nous Portera.
- Romain Humeau (Eiffel) : arrangements, direction cordes, cor anglais et hautbois sur Des Visages, Des Figures.
- Christophe Perruchi rejoint le groupe aux claviers lors de la tournée.

## Classement des ventes
Des visages et des figures a été classé :
| France | Belgique | Suisse | Italie | Europe |
| ------ | -------- | ------ | ------ | ------ |
| 1      | 1        | 2      | 7      | -      |

L'album vendu à plus de 600 000 exemplaires est certifié double Disque de platine le 14 novembre 2001 par la SNEP. Il se vend au total à plus d'un million d'exemplaires en France.